# رمزی، موور، مینه‌سوتا
رمزی (به انگلیسی: Ramsey) یک منطقهٔ مسکونی در ایالات متحده آمریکا است که در شهرستان مور، مینه‌سوتا واقع شده‌است. رمزی ۳۷۰٫۹۵ متر بالاتر از سطح دریا واقع شده‌است.